# Großeibstadt
Großeibstadt ist eine Gemeinde und deren Hauptort im unterfränkischen Landkreis Rhön-Grabfeld und ein Mitglied der Verwaltungsgemeinschaft Saal an der Saale. Internationale archäologische Bedeutung erlangte die Gemeinde durch den Fund reich ausgestatteter neolithischer und hallstattzeitlicher Gräberfelder in den Jahren 1954/1955 sowie 1980.

## Geografie

### Geografische Lage
Großeibstadt befindet sich in der Region Main-Rhön, inmitten des fränkischen Grabfeldgaus. Die Gemeinde mit den Gemeindeteilen Großeibstadt und Kleineibstadt liegt an der Fränkischen Saale zu Füßen der Haßberge zwischen Saal a.d. Saale und Bad Königshofen im Grabfeld an der B 279. Sie ist umgeben von den Naturparks Rhön und Thüringer Wald.

### Gemeindegliederung
Es gibt fünf Gemeindeteile (in Klammern ist der Siedlungstyp angegeben):
- Fürstenmühle (Einöde)
- Gabelsmühle (Einöde)
- Großeibstadt (Pfarrdorf)
- Kleineibstadt (Kirchdorf)
- Neumühle (Einöde)

Es gibt die Gemarkungen Großeibstadt und Kleineibstadt.

## Geschichte

### Bis zur Gemeindegründung
In Großeibstadt wurde ein frühkeltischer Großgrabhügel ergraben. Das Dorf Ibinstadt wurde erstmals 786 urkundlich erwähnt. Während der Zeit der Stammesherzogtümer lag der Ort im Herzogtum Franken. Ab 1317 war Großeibstadt Bestandteil des hennebergischen Amts Kissingen. Weitere Lehensträger im Ort sind in der Folgezeit u. a. die Klöster St. Stefan in Würzburg, Fulda und Wechterswinkel, die Dompropstei Würzburg, die von Heßberg und die Truchseß von Wetzhausen. Der Ort kam im Rahmen des Schleusinger Vertrags 1586 vollständig zum Hochstift Würzburg, dem es bis zu Beginn des 19. Jahrhunderts angehörte. Als Teil des Hochstifts gehörte der Ort dem um 1500 geschaffenen Fränkischen Reichskreis an. 1803 wurde Großeibstadt zusammen mit dem Amt Sulzfeld zugunsten Bayerns säkularisiert und im Frieden von Preßburg (1805) Erzherzog Ferdinand von Toskana zur Bildung des Großherzogtums Würzburg überlassen.
In Kleineibstadt hatten die Freiherren von Münster ein Rittergut, das 1806 ebenfalls an das Großherzogtum fiel. (s. Schloss Kleineibstadt).
Mit der endgültigen Auflösung des Rheinbundes im Jahr 1814 endete auch die Existenz des Großherzogtums Würzburg. Großeibstadt fiel damit an das Königreich Bayern. Im Zuge der Verwaltungsreformen in Bayern entstanden mit dem Gemeindeedikt von 1818 die politischen Gemeinden Kleineibstadt und Großeibstadt.

### Nekropolen von Großeibstadt
Die Besiedlungsgeschichte reicht sehr viel weiter zurück als die erste urkundliche Erwähnung, wie der aus archäologischer Sicht sensationelle Fund reich ausgestatteter neolithischer und hallstattzeitlicher Gräber („Hallstattwagen von Großeibstadt“) einschließlich einiger Tontrommeln aus der Zeit um 3.000 v. Chr. beweist. Das 1954/55 entdeckte Gräberfeld bestand aus Kammer-Wagengräbern, die in der Zeit zwischen 675 und 600 v. Chr. angelegt worden waren. In dem 1980 entdeckten, weitaus größeren Gräberfeld, fand man weitere sechs Kammer-Wagengräber, zwei kleine Kammergräber mit Körperbestattungen und etwa 40 Grubengräber mit Brandbestattungen. Ebenfalls in den 1980er Jahren wurden drei Totenhäuser der spätjungsteinzeitlichen Walternienburg-Bernburger Kultur ausgegraben. 1993 schließlich wurden in nur 250 m Abstand noch weitere Gräber gefunden, darunter erneut ein Kammer-Wagengrab.

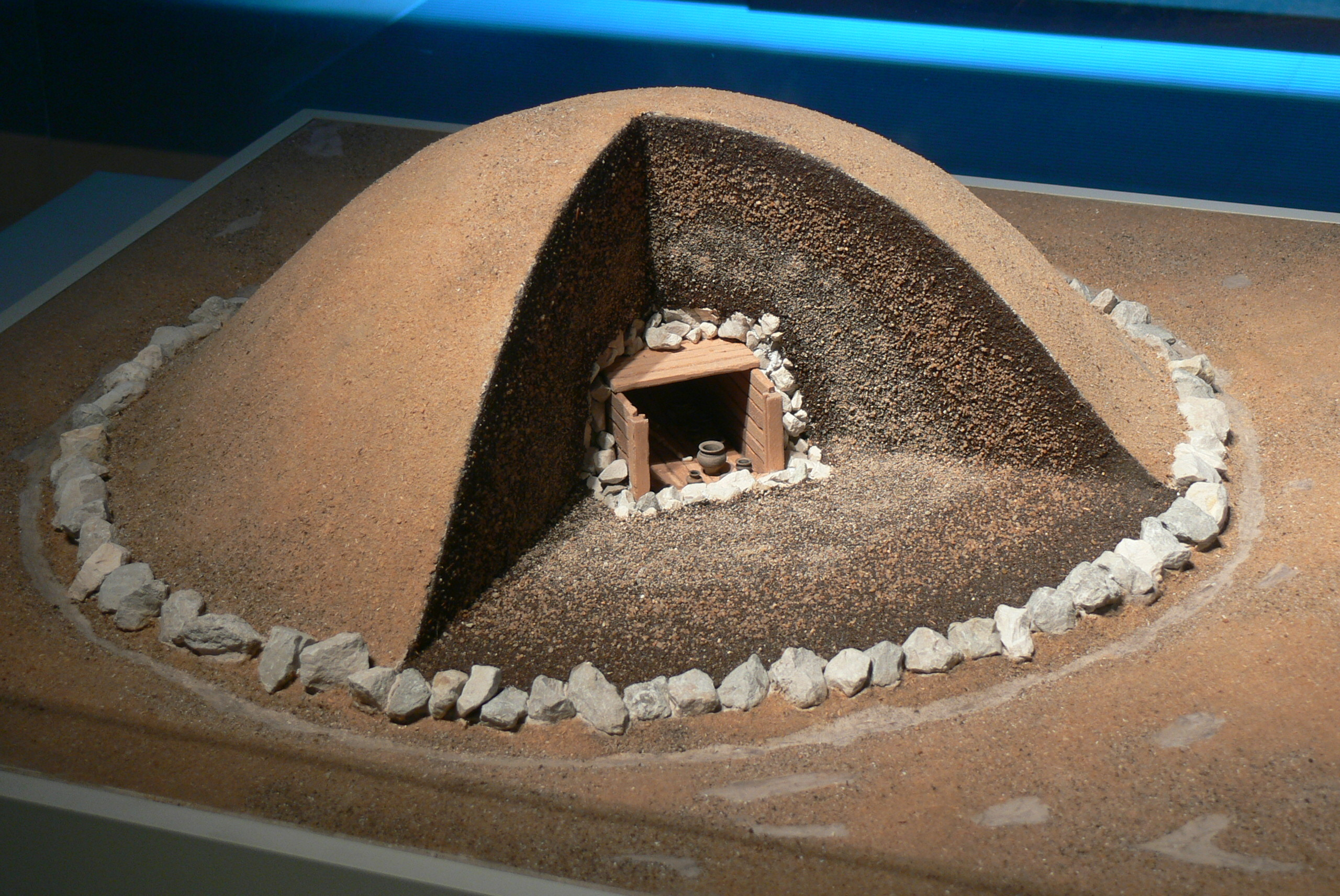
Modell eines Grabhügels der Hallstatt-Zeit wie er auch in Großeibstadt entdeckt wurde. Germanisches Nationalmuseum
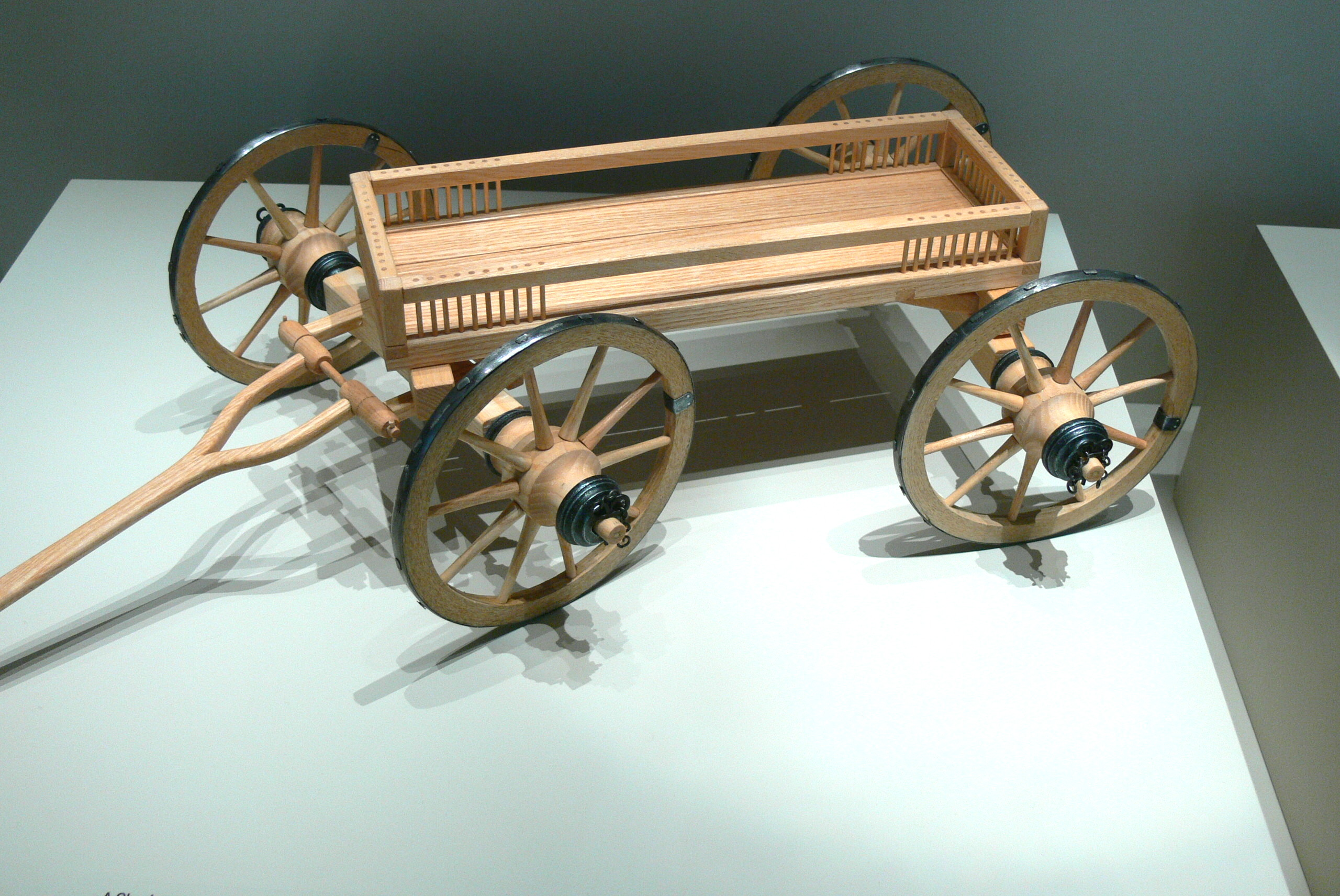
Modell eines vierrädrigen Wagens der Hallstatt-Zeit, ähnlich dem Fund in Großeibstadt. Germanisches Nationalmuseum

Die Nekropolen von Großeibstadt gelten bis heute als die Beispiele Ha C- bis Ha D1-zeitlicher Prunkgräber von Frauen und Männern einer Wagen fahrenden, international agierenden und in Form eines Kriegerbundes organisierten Elite, die unabhängig von ihren Familienverbänden extrem aufwendig bestattet wurden. Der in den Frauengräbern (Hügel 19/1981) gefundene, überaus reiche Schmuck zählt zu den reichsten der Zeit nördlich der Alpen.

### Eingemeindungen
Kleineibstadt wurde im Zuge der Gebietsreform am 1. Mai 1978 nach Großeibstadt eingemeindet.

### Einwohnerentwicklung
- 1961: 1259 Einwohner[9]
- 1970: 1303 Einwohner[9]
- 1987: 1172 Einwohner
- 1991: 1189 Einwohner
- 1995: 1252 Einwohner
- 2000: 1254 Einwohner
- 2005: 1190 Einwohner
- 2010: 1161 Einwohner
- 2015: 1114 Einwohner
- 2020: 1070 Einwohner

Im Zeitraum 1988 bis 2018 sank die Einwohnerzahl von 1149 auf 1075 um 74 Einwohner bzw. um 6,4 %. 1994 hatte die Gemeinde 1265 Einwohner.
Quelle: BayLfStat

## Politik

### Gemeinderat
Die Gemeinderatswahl 2020 ergab folgende Sitzverteilung und Stimmenanteile:
- Wählervereinigung Großeibstadt: 7 Sitze (54,5 %)
- Wählervereinigung Kleineibstadt: 5 Sitze (45,5 %)

### Bürgermeister
Erster Bürgermeister ist Gerhard Jäger (Wählervereinigung Kleineibstadt).

### Wappen
| Wappen von Großeibstadt | Blasonierung: „Durch einen goldenen Kreuzstab gespalten von Rot und Blau; vorne über drei gesenkten silbernen Spitzen ein silberner Schrägbalken, belegt mit drei blauen Ringen, hinten ein von Silber und Rot geteilter Flug.“ |
| Wappen von Großeibstadt | Wappenbegründung: Die Gemeinde Großeibstadt besteht seit 1978 aus den ehemals selbstständigen Gemeinden Großeibstadt und Kleineibstadt. Der Kreuzstab ist das Attribut von Johannes dem Täufer. 1459 wurde Großeibstadt zu einer eigenen Pfarrei erhoben, als Pfarrkirche diente eine Kapelle, die Johannes dem Täufer geweiht ist und deren ältester Baukern aus dem 14. Jahrhundert stammt. In der vorderen Wappenhälfte erinnert der fränkische Rechen, das Symbol des Hochstifts Würzburg, an die territoriale Zugehörigkeit des Gemeindegebiets zum Hochstift Würzburg. Der silberne Schrägbalken mit den drei blauen Ringen ist das Wappen der Echter von Mespelbrunn. Unter der Herrschaft von Fürstbischof Julius Echter von Mespelbrunn (1573 bis 1617) wurde die Pfarrkirche 1611 bis 1612 erbaut. Der Flügel ist dem Wappen der Freiherren von Münster entnommen, die von 1554 bis ins 19. Jahrhundert in Kleineibstadt belegt sind. Dieses Wappen wird seit 1990 geführt. |

### Kommunale Allianz
Die Gemeinde ist Mitglied in der Kommunalen Allianz Fränkischer Grabfeldgau.

## Wirtschaft und Infrastruktur

### Wirtschaft einschließlich Land- und Forstwirtschaft
Es gab im Jahr 2020 nach der amtlichen Statistik 106 sozialversicherungspflichtig Beschäftigte am Arbeitsort. Sozialversicherungspflichtig Beschäftigte am Wohnort gab es insgesamt 486. Im verarbeitenden Gewerbe gab es keine, im Bauhauptgewerbe einen Betrieb. Zudem bestanden im Jahr 2016 27 landwirtschaftliche Betriebe mit einer landwirtschaftlich genutzten Fläche von 1252 ha, davon waren 1114 ha Ackerfläche und 138 ha Dauergrünfläche.

### Einrichtungen
Es gibt unter anderem folgende religiöse und kulturelle Einrichtungen:
- die Pfarrei St. Johannes der Täufer sowie die Kuratie St. Bartholomäus – beide in der Pfarreiengemeinschaft Westliches Grabfeld, Sulzfeld (seit Sept. 2013 geleitet vom Großeibstädter Pfarrer Piotr Bruski, Pfarradministrator von Großeibstadt und Großbardorf, Sulzfeld und Kleinbardorf sowie Kuratus von Kleineibstadt).
- den katholischen Kindergarten St. Bartholomäus, mit Platz für 76 bis 56 Kinder im Alter bis zu zwölf Jahren (Stand: 2021)
- die Bücherei der Pfarrgemeinde (Stand: 2013)

## Sehenswürdigkeiten und Tourismus
- Schmiedstor in Großeibstadt, gebaut 1600 unter Fürstbischof Julius Echter von Mespelbrunn
- Schloss Kleineibstadt
- Durch Großeibstadt verläuft der Fränkische-Saale-Radweg, entlang der ehemaligen Bahnstrecke Bad Neustadt–Bad Königshofen, an der Großeibstadt einen Haltepunkt hatte.
- Durch die Gemeinde verlaufen die Fernwanderwege Keltenerlebnisweg und der Fränkische Marienweg.

## Sport
Es gibt zwei Sportstätten, eine des DJK Kleineibstadt und eine des TSV Großeibstadt.

## Bekannte Söhne und Töchter der Gemeinde
- Fredi Breunig (* 1959), Kabarettist, Glossist und Mundart-Autor, Preisträger des Frankenwürfels 2013
- Hugo Neugebauer (* 1949), Metzgermeister, seit 2006 Präsident der Handwerkskammer für Unterfranken, Träger des Verdienstkreuzes am Bande des Verdienstordens der Bundesrepublik Deutschland